# RIT Kosovo
Das RIT Kosovo ist eine private Hochschule in Pristina, Kosovo, die als Amerikanische Universität im Kosovo (AUK, englisch American University in Kosovo, albanisch Universiteti amerikan i Kosovës) gegründet wurde. Sie ist Teil des Rochester Institute of Technology.